# Lebiasina bimaculata
Lebiasina bimaculata és una espècie de peix de la família dels lebiasínids i de l'ordre dels caraciformes.

## Morfologia
- Els mascles poden assolir 16 cm de longitud total.[4][5]

## Hàbitat
És un peix d'aigua dolça i de clima tropical (22 °C-26 °C).

## Distribució geogràfica
Es troba a Sud-amèrica: conca del riu Marañón i, també, l'Equador i el Perú a l'oest dels Andes.

## Observacions
És emprar per controlar les poblacions de mosquits.